# Microcyclus ulei
Microcyclus ulei är en svampart som först beskrevs av Henn., och fick sitt nu gällande namn av Arx 1962. Microcyclus ulei ingår i släktet Microcyclus och familjen Mycosphaerellaceae.   Inga underarter finns listade i Catalogue of Life.